# SGW Köln
Die SGW Köln ist der größte Wasserballverein in der Kölner Region. Nach der Fusion 2009 aus den beiden Vereinen SV Rhenania Köln und SC Blau Weiss Poseidon gelangen gleich zwei Aufstiege in die Deutsche Wasserball-Liga (DWL), die höchste deutsche Wasserball-Spielklasse (2011, 2017).
Somit kann die Spielgemeinschaft an die lange und erfolgreiche Tradition der Gründer-Vereine anknüpfen. Die Jugendmannschaften der SGW Köln erreichten mehrere Bezirksmeisterschaften in ihren Altersklassen. 
Insgesamt hat der Verein vier Seniorenmannschaften und sieben Jugendmannschaften gemeldet.